# Tetraselmis tetrathele
Tetraselmis tetrathele (West) Butcher 1959 – gatunek jednokomórkowych zielenic. Wchodzi w skład fitoplanktonu w wodach brachicznych, w Bałtyku, Hiszpanii, Ukrainie i Skandynawii. Stanowi pokarm dla wielu małych zwierząt, takich jak wrotki (Rotifera).

## Taksonomia
Gatunek opisany w 1916 r. przez George'a Stephena Westa pod nazwą Platymonas tetrathele jako jedyny przedstawiciel nowo wyróżnionego rodzaju. Za właściwy opis uznaje się jednak przedstawiony przez Rogera Butchera w 1959 roku, w londyńskim czasopiśmie „Fisheries Investigations”. Holotyp pochodził ze zbiornika ze słoną wodą w Plymouth (hrabstwo Devon, Anglia), choć jako miejsce typowe taksonu (holotypu) AlgaeBase uznaje University of Birmingham, gdyż tam dokonano opisu glona. Nazwa gatunkowa odnosi się do czterech wypustek w przedniej części przypominających brodawki.

## Występowanie
Jest to gatunek wód brachicznych tzn. stanowiących mieszaninę wody słonej i słodkiej cechującej się małym zasoleniem wody. Stwierdzony został w Bałtyku, w Skandynawii, Hiszpanii i Ukrainie. Gatunek ten posłużył do badań nad zawartością selenu w wodzie, razem z innym glonem, Dunaliella minuta. Często szybko i gęsto rozprzestrzenia się, powodując zakwity planktonu na wybrzeżach i zatokach.

## Biologia
Komórki o długości około 15 μm i szerokości w jednej osi ok. 4,5 μm, a drugiej ok. 8 μm. Wici o długości ok. 9,5–12 μm. Mają zróżnicowany kształt, często ze stożkowato zakończonym i zagiętym tylnym końcem i karbowanym przednim końcem. W przedniej części komórki są cztery brodawkowate wypustki otaczające zagłębienie. Chloroplast jest duży, wypełniając prawie całą komórkę. W przedniej części podzielony na cztery płaty sięgające brodawkowatych wypustek komórki i otaczające jądro komórkowe, które łączą się przy dużym, okrągłym pirenoidzie. W środkowej części komórki znajdują się obok siebie pirenoid, jądro i stigma.
Rozmnaża się przez podłużny podział komórki.
Gatunek stanowi składnik fitoplanktonu – zaliczany jest do tzw. mikroalg (ang. Microalgae). Rozwój i rozmnażanie Tetraselmis tetrathele zależy głównie od zawartości azotanów w wodzie i od zasolenia wody. W warunkach laboratoryjnych namnażany jest pojemnikach o zasoleniu 35 ± 2‰. Hodowany jest na pożywce Guillarda lub pożywce morskiej wzbogaconej nawozami do hodowli na dużą skalę gatunków z rodzaju Nannochloropsis. Masanori Okauchi i Kouichi Kawamura w 1997 roku opracowali nową pożywkę, na bazie Guillarda, ale z dodatkiem 150 mg NaNO3, 10 mg NaH2PO4 · 2H2O, 15 mg Fe-EDTA i 360 µg MnCl2, co zaowocowało wskaźnikiem produkcyjnym T. tetrathele w ES-T.T. wyższym niż na podłożu nawożonym w eksperymencie z kulturą polową.

## Zastosowanie
Gatunek wykorzystywany był w badaniach nad usuwaniem z wody azotu amonowego.
Hodowle glonów Tetraselmis tetrahele są wykorzystywane w badaniach hydrobiologicznych jako pokarm dla zwierząt planktonowych, np. wrotków lub widłonoga Apocyclops dengizicus używanego do karmienia krewetek tygrysich (Penaeus monodon), larw ryb i innych krewetek.